# Alfred Knüsel
Alfred Knüsel (* 23. September 1941 in Luzern) ist ein Schweizer Komponist klassischer zeitgenössischer Musik. 

## Leben
Knüsel wurde in Luzern geboren und wuchs dort auf. Er absolvierte ein Kompositionsstudium bei Peter Benary in Luzern, Max Kuhn in Zürich, dann bei Nadia Boulanger  in Paris. Sein Cello-Studium, das er mit Konzertdiplom abschloss, absolvierte er bei Emmy Munzinger in Luzern, Raffaele Altwegg in Zürich und Paul Tortelier in Paris; ausserdem studierte er Dirigieren.
Seit 1973 unterrichtet er an der Hochschule für Musik in Basel. 
1980 erhielt er den Anerkennungspreis des Kunst- und Kulturpreises der Stadt Luzern. 1995 erhielt er den Förderpreis des Kulturfestes Basel-Land.
Die Werke von Alfred Knüsel werden aufgeführt an Konzerten des Schweizerischen Tonkünstlerfestes und der Internationalen Gesellschaft für Neue Musik sowie an Festivals im In- und Ausland.
Jürg Wyttenbach, Räto Tschupp, Jürg Henneberger und andere  dirigierten seine Werke und liessen sie vom Hörfunk (DRS 2) aufnehmen. CD-Werke-Dokumentationen sind im Label Classic 2000 erschienen.

## Tonträger
- Idioma
  - Alfred Knüsel: Idioma
  - Alfred Knüsel: Violinkonzerte
  - Alfred Knüsel: Wechselspiele
  - Alfred Knüsel: Fünf Anregungen
  - Alfred Knüsel: Orchestersätze
  - Alfred Schweizer: Kanon (Ensemble IGNM Basel, Henneberger; Vilnius Kammerorchester,  Virzonis; Serenade Kammerorchester Erevan, Topchjan; Donau Sinfonie Orchester,  Knüsel; Yvo Wettstein)
- classic 2000 C2/13
- ... Contrasts ...
  - Alfred Knüsel: Vier Fragmente
  - Andreas Pflüger: Im Garten der Lüste, Alfred Schweizer
  - David Hönigsberg: Concerto for Violin (Katharina Schamböck; Ukrainisches Kammerorchester Kiev)
- classic 2000 C 2/11
- Grammont Sélection 2
- Musique Suisse
- Uraufführungen aus dem Jahr 2008
  - Andrea Lorenzo Scartazzini (* 1971)
  - Annette Schmucki (* 1968)
  - William Blank (* 1957)
  - Michel Roth (* 1976)
  - Alfred Knüsel (* 1941)
- Inmitten der Fülle des VERSCHWINDEN als verbindendes Element
  - Beat Furrer (* 1954)
  - Rudolf Kelterborn (1931–2021)
  - Stefan Wirth (* 1975)
  - Patrick N Frank (* 1975)
  - Eine Koproduktion mit SR DRS2 und RSR Espace-2
  - Zeitgenössische Kirchenmusik von Schweizer Komponisten
  - Alfred Knüsel – Messe
- C.Rütti – Mein Herr und mein Gott
- F.Rechsteiner – Psalm 13
- Th.Wegmann – Weihnachtskantate
  - Radie DRS, Tonmeister Hans Ott
  - DRS2